# Ray Brown

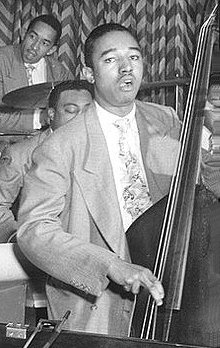
Ray Brown um 1947. Foto William P. Gottlieb.

Ray Brown (* 13. Oktober 1926 in Pittsburgh, Pennsylvania; † 2. Juli 2002 in Indianapolis, Indiana, eigentlich Raymond Matthews Brown) war ein US-amerikanischer Jazz-Bassist.
In seiner über 50-jährigen Karriere arbeitete er mit allen namhaften Jazzmusikern und -komponisten zusammen und spielte in allen großen Konzerthallen der Welt. Seine Musik brachte ihm zahlreiche Grammys und Poll Awards von Down Beat und anderen Zeitschriften ein. Bis zu seinem Tod war er regelmäßig on stage und beeinflusste viele neue Musiker, auch über sein Genre hinaus. Er starb während einer US-Tournee kurz vor seinem Auftritt in Indianapolis.

## Biografie
Mit acht Jahren erhielt Ray Brown zunächst Klavierunterricht. In der High-School-Zeit wechselte er zum Bass, weil er das intensive Üben am Klavier nicht mochte. Außerdem reizte ihn der freie dritte Platz am Kontrabass im Schulorchester. Er lernte das Bassspielen nach Gehör und begann schnell, sein Geld damit zu verdienen.
Nach der High School trat er dem Jimmy Hinsley Sextett bei, mit dem er ein halbes Jahr tourte. Mit der Band um Snookum Russel zog er durch die großen amerikanischen Jazz-Clubs. Dort wurden erstmals bekannte Musiker und Kritiker auf ihn aufmerksam. Mit 20 verließ er die Band und ging nach New York.
Sein guter Ruf brachte ihn schnell in Kontakt mit berühmten Musikern wie Dizzy Gillespie, Art Tatum und Charlie Parker. In den folgenden zwei Jahren kreierte er mit der Dizzy Gillespie Band einen neuen bahnbrechenden Musikstil, den Bebop. In dieser Zeit begann er, seine eigene Musik zu schreiben. 1948 verließ er Gillespie, um mit Hank Jones und Charlie Smith ein eigenes Trio zu gründen.
Von 1948 bis 1952 war er mit Ella Fitzgerald verheiratet und ihr „musikalischer Direktor“. In dieser Zeit beginnt auch die insgesamt 18-jährige Zusammenarbeit mit Norman Granz, dessen Tournee-Unternehmen Jazz at the Philharmonic bis in die späten 1970er Jahre weltweit erfolgreich war. Brown war auch in dem Granz-Musikfilm Improvisation (1950) zu sehen. Bei JATP machte Ray Brown Bekanntschaft mit dem legendären Pianisten Oscar Peterson. Mit ihm spielte er von 1951 bis 1966 im Oscar Peterson Trio (The Oscar Peterson Trio at the Stratford Shakepearean Festival, 1956), mit dem er u. a. auch Lester Young begleitete (Lester Young with the Oscar Peterson Trio, 1952).
Dann ging er nach Los Angeles, um eine Solokarriere zu beginnen. Bereits am Anfang komponierte er den Gravy Waltz, für den er seinen ersten Grammy erhielt. Viele seiner selbst komponierten Werke wurden zu Erkennungsmelodien beliebter amerikanischer Shows. Sein musikalisches Engagement in Hollywood brachte ihm weitere unzählige Preise ein. Außer weiteren Grammys gewann er regelmäßig den Playboy All Stars Poll von Playboy und diverse Down Beat Reader’s Poll Awards und Jazz Critic’s Poll Awards.
In den 1970er und 1980er Jahren war er nebenbei noch als Autor, Lehrer, Verleger, Produzent und Manager tätig. Aber sein Hauptinteresse galt der Weiterentwicklung des Ray Brown Trios. Ab Mitte der 1970er Jahre spielte er zusammen mit Laurindo Almeida, Jeff Hamilton und Bud Shank in der Band The L. A. 4, mit der Alben wie Watch What Happens (Concord Jazz/1978) entstanden.
Ab Mitte der 1980er-Jahre war er auch zwei Mal pro Jahr in Europa mit seinen beiden Trios (u. a. mit Gerryck King) alternierend auf Tournee. Er füllte hierbei die Jazzclubs genauso wie die großen Konzertsäle und spielte auf vielen Festivals. Zu seinen in den Besetzungen wechselnden Trios gehörten in dieser Zeit u. a. Jeff Hamilton, Gene Harris, Benny Green, Ulf Wakenius und Hank Jones.
Zu den neueren Stars in der Jazz-Szene, die er entdeckte und denen er zum Erfolg verhalf, gehören u. a. Diana Krall und Kristin Korb.
Am 2. Juli 2002 starb Raymond Matthews Brown im Alter von 75 Jahren in Indianapolis, Indiana.

## Ausgewählte Diskografie
| - 1946 - New Sounds in Modern Music - (Savoy) - 1956 - Bass Hit! - (Norgran) - 1958 - This is Ray Brown - (Polygram) - 1960 - Jazz Cello - (Verve) - 1962 - Ray Brown with the All Star Band - (Verve) - 1962 - Night Train - (Polygram) - 1965 - Ray Brown with Milt Jackson - (Verve) - 1972 - This One’s for Blanton - (Original Jazz) - 1974 - The Giants - (Original Jazz Classics) - 1975 - The Big 3 - (Pablo) - 1975 - Brown’s Bag - (Concord Jazz) - 1977 - Quadrant - (Original Jazz Classics) - 1977 - Montreux ’77 - (Original Jazz Classics) - 1979 - Live at the Concord Jazz Festival - (Concord Jazz) - 1979 - Tasty! - (Concord Jazz) - 1981 - Echoes from West - (Atlas) - 1982 - Milt Jackson - Ray Brown Jam - (Pablo) - 1984 - One O’Clock Jump - (Verve) - 1985 - Soular Energy [Gene Harris] - (Concord Jazz) - 1985 - Don’t Forget the Blues - (Concord Jazz) - 1985 - The Red Hot Ray Brown Trio - (Concord Jazz) - 1988 - Two Bass Hits - (Capri) - 1989 - After Hours: Jazz Standards - (Telarc) | - 1990 - Summer Wind: Live at the Loa - (Concord Jazz) - 1990 - Live at the Blue Note - (Telarc) - 1991 - Old Friends - (Telarc) - 1993 - Bassface - (Telarc) - 1993 - Encore at the Blue Note - (Telarc) - 1994 - Black Orpheus - (Evidence) - 1994 - Don’t Get Sassy - (Telarc) - 1995 - Some of My Best Friends Are… The Piano Players - (Telarc) - 1996 - Some of My Best Friends Are… The Sax Players - (Telarc) - 1997 - SuperBass - (Telarc) - 1997 - Live at Scullers - (Telarc) - 1998 - Ultimate Oscar Peterson - (Polygram) - 1998 - The Very Tall Band - mit Milt Jackson, Oscar Peterson - (Telarc) - 1998 - Some of My Best Friends Are… Singers - (Telarc) - 1998 - Moonlight in Vermont - (Prevue) - 1998 - Summertime - Ray Brown Trio with Ulf Wakenius - (Telarc) - 2000 - Some of My Best Friends Are… The Trumpet Players - (Telarc) - 2001 - Live at Starbucks - (Telarc) - 2001 - SuperBass 2 - (Telarc) - 2002 - Some of My Best Friends Are… Guitarists - (Telarc) - 2002 - Ray Brown, Monty Alexander, Russell Malone - (Telarc) - 2003 - Straight Ahead - (Concord Jazz) - 2003 - Walk On - (Telarc) |

## Ehrungen und Auszeichnungen
- 2001: Österreichisches Ehrenkreuz für Wissenschaft und Kunst I. Klasse
- 2006: Benennung des Asteroiden (5840) Raybrown

## Lexikalischer Eintrag
- Carlo Bohländer, Karl Heinz Holler, Christian Pfarr: Reclams Jazzführer. 5., durchgesehene und ergänzte Auflage. Reclam, Stuttgart 2000, ISBN 3-15-010464-5.
- Ian Carr, Digby Fairweather, Brian Priestley: Rough Guide Jazz. Der ultimative Führer zur Jazzmusik. 1700 Künstler und Bands von den Anfängen bis heute. Metzler, Stuttgart/Weimar 1999, ISBN 3-476-01584-X.
- Richard Cook, Brian Morton: The Penguin Guide to Jazz Recordings. 8. Auflage. Penguin, London 2006, ISBN 0-14-102327-9.
- Leonard Feather, Ira Gitler: The Biographical Encyclopedia of Jazz. Oxford University Press, New York 1999, ISBN 0-19-532000-X.
- Martin Kunzler: Jazz-Lexikon. Band 1: A–L (= rororo-Sachbuch. Bd. 16512). 2. Auflage. Rowohlt, Reinbek bei Hamburg 2004, ISBN 3-499-16512-0.